# Fon (popolo)

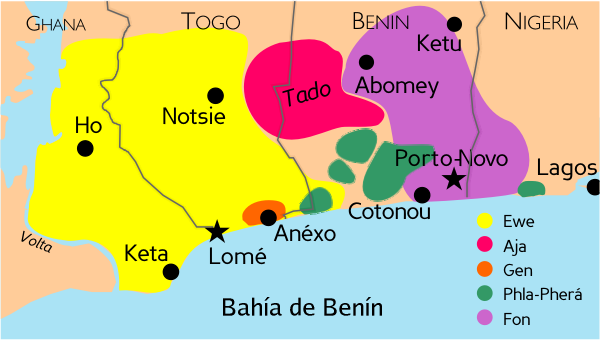
Area di distribuzione dei Fon (viola) e degli altri popoli di lingua gbe.

I Fon sono un gruppo etnico dell'Africa occidentale. Sono il gruppo etnico più numeroso del Benin, dove rappresentano il 24,2% della popolazione, e si trovano anche nel sud-ovest della Nigeria e in Togo. Parlano la lingua fon, appartenente al gruppo delle lingue gbe.
La storia del popolo Fon è legata soprattutto al regno di Dahomey, un regno ben organizzato che fiorì nel XVII secolo, ma hanno radici più antiche, condivise con il popolo Aja. Secondo la loro stessa tradizione orale, i Fon originarono infatti come un clan degli Aja, da cui si separarono intorno al XVI secolo migrando nelle loro terre attuali guidati da un re di nome Agasu. Furono notati dai commercianti europei dell'inizio del XIX secolo per le amazzoni di Dahomey, o N'Nonmiton, un corpo militare femminile, che combatté tra gli altri contro le forze coloniali francesi nel 1890.
Le città costruite dai Fon includono Abomey, la capitale storica del Dahomey, in quella che storicamente gli europei chiamavano la Costa degli Schiavi. Queste città divennero importanti centri commerciali per la tratta atlantica degli schiavi africani, e una parte significativa delle piantagioni di zucchero nelle Indie occidentali, in particolare a Haiti, in Suriname e a Trinidad, erano lavorate da schiavi che provenivano dalle terre dei popoli Ewe e Fon.

## Cultura e società

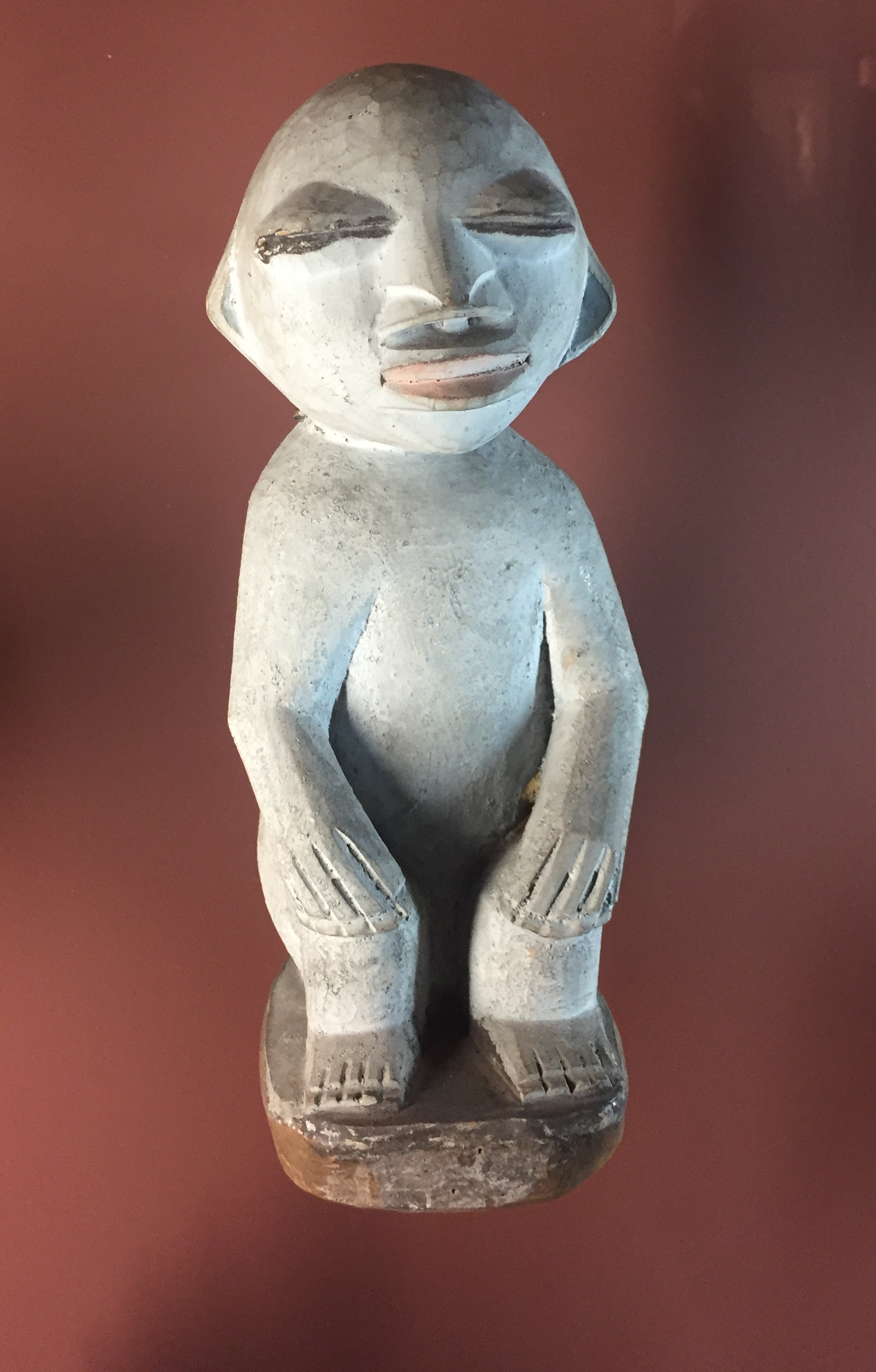
Arte fon, Museo Africano di Lione.

Il popolo Fon è tradizionalmente costituito da agricoltori stanziali, che coltivano manioca, mais e patate dolci come alimenti di base, mentre tra le colture da reddito sono comuni le piantagioni di palma da olio. Gli uomini preparano i campi, ma sono principalmente le donne che si occupano della coltivazione e del raccolto. La caccia e la pesca sono altre fonti di cibo, mentre alcuni membri della società Fon si dedicano all'artigianato, realizzando ceramiche, vestiti e utensili di metallo.
La cultura Fon è caratterizzata dal reciproco scambio con quella dei popoli vicini, tra cui Ewe, Akan e Yoruba, che condividono molte pratiche simili. La società tradizionale era patrilineare, e prima dell'avvento del Cristianesimo consentiva la poligamia e il divorzio. Un uomo con più mogli tradizionalmente viveva in un complesso con ogni moglie e i suoi figli che occupavano una capanna separata. Un insieme di complessi formava un villaggio, di solito guidato da un capo ereditario. Nei tempi moderni tuttavia, la vita tradizionale basata sul clan patrilineare e le pratiche associate sono divenute più rare.
Funerali e anniversari di morte sono eventi importanti, e comprendono tamburi e balli come forma di lutto e celebrazione dell'inizio della vita come spirito da parte di colui che è morto.

## Religione

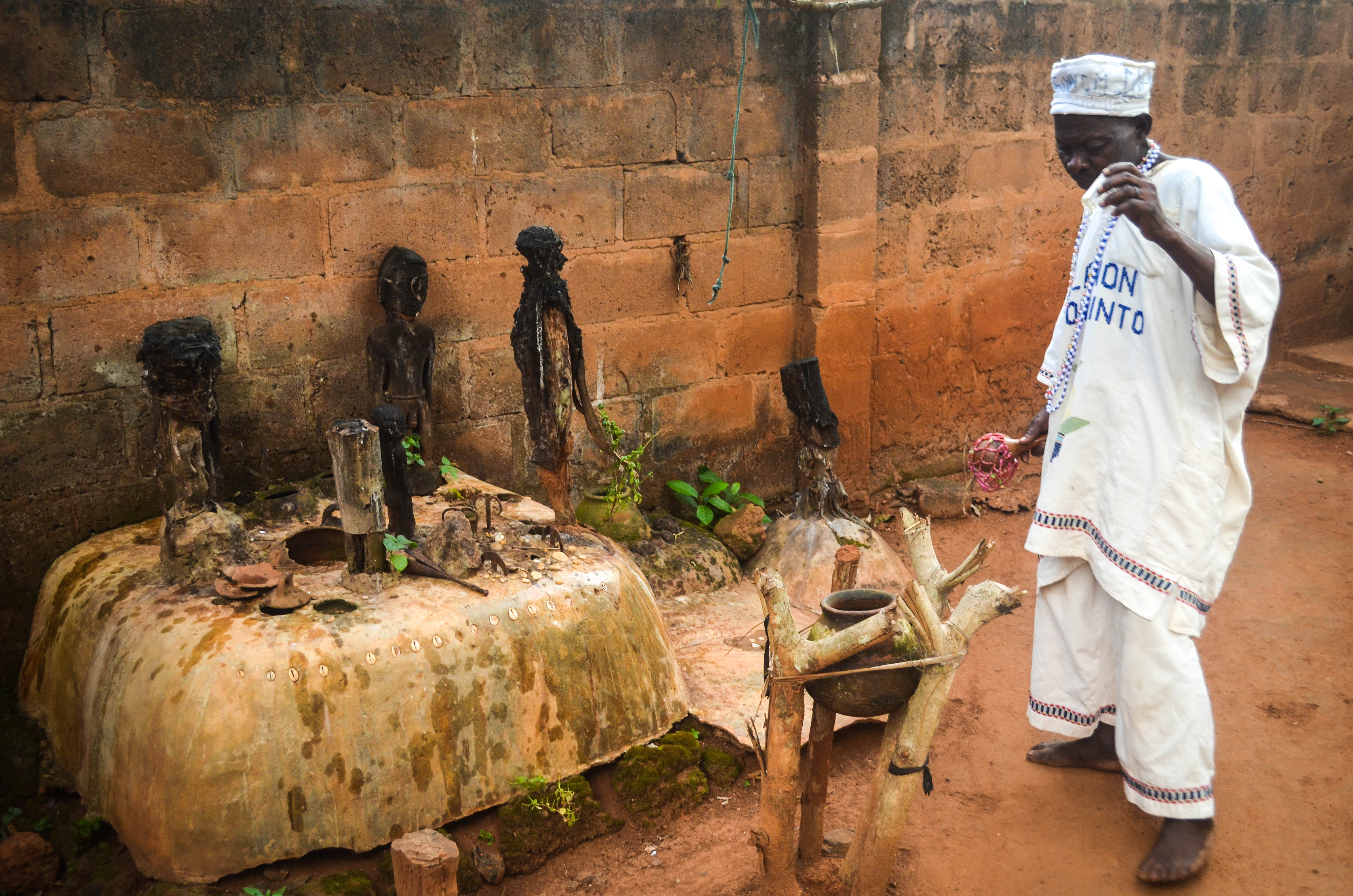
altare vodoun a Abomey, Benin

Il Cristianesimo arrivò tra i Fon nel XVIII secolo, con il re di Dahomey Agonglo che lo rese religione di stato nel 1789, dichiarando benvenuti i missionari europei. In precedenza l'Islam si era diffuso nell'area del Benin settentrionale, tra l'XI e il XIII secolo. Il popolo Fon si dimostrò tuttavia resistente ad accettare le nuove religioni, persino quando proposte in un nuovo ambiente come quello degli schiavi a Haiti, e i sacerdoti indigeni, contrariamente alle aspettative dei missionari, adottarono e reinterpretarono i miti abramitici all'interno del loro complesso teologico tradizionale.
La religione tradizionale Fon è chiamata regionalmente Vodoun, Vodzu o Vodu, che è etimologicamente legata a vudù, un termine che si riferisce al loro concetto teologico di "numerosi spiriti e divinità immortali". Tra le principali divinità spicca Nana Buruku, l'essere supremo femminile, che ha dato origine alla coppia primordiale Mawu-Liza. Questi ultimi a loro volta hanno creato le divinità minori o spiriti e l'universo inerte. La divinità femminile Mawu ha dovuto lavorare con il trickster Legba e il serpente cosmico Ayida Wedo per creare gli esseri viventi, un metodo di creazione che ha implicato il Bene, il Male e un destino per ogni creatura, compresi gli esseri umani. Solo placando le divinità minori e Legba, nella teologia Fon, si può cambiare quel destino. Questo placamento richiede rituali e offerte agli dei minori e agli spiriti ancestrali, che si ritiene abbiano la capacità di fare favori agli esseri umani.
Un tipico complesso domestico tradizionale ha un Dexoxos, o santuario ancestrale. Gli amuleti sono localmente chiamati gbo, gris gris, ju ju o obeah, contengono foglie, erbe, fumo, e sono offerti alle divinità pubbliche o personali di ogni famiglia.